# 内纳德·马诺伊洛维奇
内纳德·马诺伊洛维奇（羅馬化：Nenad Manojlović，1957年3月25日—2014年11月24日），塞尔维亚水球运动员、教练。他曾带领南联盟、塞尔维亚和黑山参加2000年和2004年夏季奥林匹克运动会，结果队伍获得一枚银牌和一枚铜牌。